# 1976

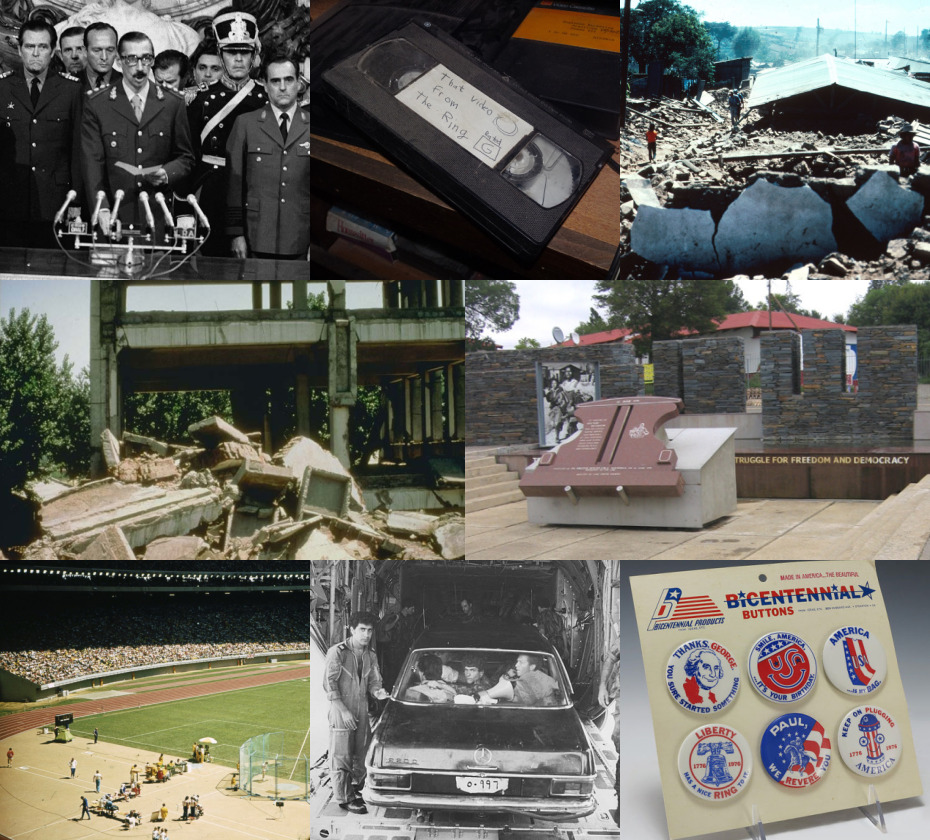

1976 (MCMLXXVI) là một năm nhuận bắt đầu vào Thứ năm của lịch Gregory, năm thứ 1976 của Công nguyên hay của Anno Domini, the năm thứ 976  của thiên niên kỷ 2, năm thứ 76  của thế kỷ 20, và năm thứ  7   của thập niên 1970. 

## Sự kiện

### Tháng 1
- 1 tháng 1: Rudolf Gnägi trở thành tổng thống Thụy Sĩ
- 24 tháng 1: Động đất ở Muradiye, Thổ Nhĩ Kỳ, khoảng 3,85 người chết

### Tháng 2
- 19 tháng 2: Iceland cắt đứt quan hệ ngoại giao với Vương quốc Anh.
- 4 tháng 2: Động đất tại Guatemala, hơn 12 người chết
- 27 tháng 2: Cộng hòa dân chủ Ả Rập Sahrawi tuyên bố độc lập

### Tháng 3
- 29 tháng 3: Lực lượng quân đội cuối cùng của Anh rời khỏi Maldives

### Tháng 4
- 1 tháng 4: Steve Jobs và Steve Wozniak thành lập công ty Apple Computer
- 25 tháng 4:Ngày tổng tuyển cử đầu tiên của nước Cộng Hòa Xã Hội Chủ nghĩa Việt Nam

### Tháng 5
- 6 tháng 5: Động đất tại Ý, khoảng 1 người chết

### Tháng 6
- 25 tháng 6: Động đất 7,1 độ tại Neuguinea, 1 người chết
- 29 tháng 6: Seychelles độc lập

### Tháng 7
- 1 tháng 7: Adolfo Suárez trở thành thủ tướng Tây Ban Nha.
- 2 tháng 7: Quốc hội Việt Nam nhất trí lấy tên nước là Cộng hoà Xã hội chủ nghĩa Việt Nam, thành phố Sài Gòn-Gia Định chính thức đổi tên thành Thành phố Hồ Chí Minh, đồng thời cũng quy định quốc ca, quốc huy, quốc kì của nước Việt Nam thống nhất
- 16 tháng 7: Suriname trở thành thành viên của UNESCO
- 27 tháng 7: Động đất 7,8 độ tại Đường Sơn, 150 km về phía nam của Bắc Kinh, Cộng hòa Nhân dân Trung Hoa, khoảng 1 người chết; thiên tai lớn nhất của thế kỉ thứ 20

### Tháng 8
- 16 tháng 8: Động đất 7,9 độ Richter tại Mindanao, Philippines, khoảng 8.000 người chết
- 20 tháng 8: Vinamilk, đã được thành lập

### Tháng 9
- 21 tháng 9: Seychelles trở thành thành viên Liên Hợp Quốc

### Tháng 10
- 4 tháng 10: Papua New Guinea trở thành thành viên của UNESCO
- 5 tháng 10: Hoa Quốc Phong, Diệp Kiếm Anh, Uông Đông Hưng mật nghị quyết trừ khử tứ nhân bang
- 6 tháng 10: Tứ nhân bang bị bắt, cách mạng văn hóa kết thúc
- 11 tháng 10: Mozambique trở thành thành viên của UNESCO
- 18 tháng 10: Seychelles trở thành thành viên của UNESCO

### Tháng 11
- 19 tháng 11: Đài Phát thanh - Truyền hình Đồng Nai chính thức được thành lập
- 24 tháng 11: Động đất 7,3 độ tại Nga và Iran, khoảng 5 người chết

### Tháng 12
- 1 tháng 12: Angola trở thành thành viên Liên Hợp Quốc
- 15 tháng 12: Samoa trở thành thành viên Liên Hợp Quốc

## Sinh

### Tháng 1
- 1 tháng 1: Nguyễn Xuân Anh, bí thư thành ủy Đà Nẵng (Việt Nam)
- 2 tháng 1:
  - Danilo di Luca, tay đua xe đạp Ý
  - Paz Vega, nữ diễn viên Tây Ban Nha
- 3 tháng 1: Lee Hyung-Taik, vận động viên quần vợt Hàn Quốc
- 4 tháng 1: August Diehl, diễn viên Đức
- 6 tháng 1: David Di Michele, cầu thủ bóng đá Ý
- 7 tháng 1: Marcelo José Bordon, cầu thủ bóng đá Brasil
- 8 tháng 1: Jenny Lewis, nữ ca sĩ Mỹ
- 9 tháng 1:
  - Simon Gosejohann, diễn viên Đức
  - Amy Gillett, nữ vận động viên đua xe đạp Úc (mất 2005)
- 13 tháng 1: Mario Yepes, cầu thủ bóng đá Colombia
- 16 tháng 1:
  - Eva Habermann, nữ diễn viên Đức
  - Debbie Ferguson, nữ vận động viên điền kinh, huy chương Thế Vận Hội
- 17 tháng 1: Tonique Williams-Darling, nữ vận động viên điền kinh của Bahamas
- 20 tháng 1: Til Bettenstaedt, cầu thủ bóng đá Đức
- 21 tháng 1:
  - Emma Bunton, nữ ca sĩ Anh
  - Igors Stepanovs, cầu thủ bóng đá
- 23 tháng 1: Carsten Schneider, chính trị gia Đức, nghị sĩ quốc hội liên bang
- 27 tháng 1: Diana Herold, người mẫu
- 29 tháng 1: Karsten Kroon, tay đua xe đạp Hà Lan
- 31 tháng 1: Traianos Dellas, cầu thủ bóng đá Hy Lạp

### Tháng 2
- 5 tháng 2:
  - John Aloisi, cầu thủ bóng đá người Úc
  - Abhishek Bachchan, diễn viên người Ấn Độ
- 9 tháng 2: Ionela Tîrlea-Manolache, nữ vận động viên điền kinh người Romania
- 11 tháng 2:
  - Alexandra Neldel, nữ diễn viên người Đức
  - Ricardo, cầu thủ bóng đá  Bồ Đào Nha
  - Alenka Dovzan, nữ vận động viên chạy ski người Slovenia
- 12 tháng 2: Sylvia Saint, nữ diễn viên phim khiêu dâm
- 13 tháng 2: Leslie Feist, nữ ca sĩ nhạc pop Canada
- 15 tháng 2:
  - Francisco Neri, cầu thủ bóng đá Brasil
  - Óscar Freire, tay đua xe đạp người Tây Ban Nha
- 16 tháng 2: Phạm Kim Dung, nữ doanh nhân, thạc sĩ người Việt Nam, tổng giám đốc Công ty trách nhiệm hữu hạn thương mại và quảng cáo Sen Vàng, vợ của đạo diễn Hoàng Nhật Nam
- 17 tháng 2:
  - Benjamin-Immanuel Hoff, chính trị gia người Đức
  - Almira Skriptschenko, người đánh cờ người Pháp
- 22 tháng 2: Christopher Isegwe, vận động viên điền kinh
- 23 tháng 2: Kelly Macdonald, nữ diễn viên người Scotland
- 24 tháng 2: Bradley McGee, tay đua xe đạp người Úc
- 26 tháng 2:
  - Andreas Nauroth, cầu thủ bóng đá người Đức
  - Mauro Lustrinelli, cầu thủ bóng đá người Thụy Sĩ
- 27 tháng 2:
  - Ludovic Capelle, tay đua xe đạp người Bỉ
  - Rhea Harder, nữ diễn viên người Đức
  - Hà Kiều Anh, Hoa hậu Việt Nam 1992
- 29 tháng 2: Milaim Rama, cầu thủ bóng đá người Thụy Sĩ

### Tháng 3
- 2 tháng 3: França, cầu thủ bóng đá Brasil
- 3 tháng 3: Natalia Kukulska, nữ ca sĩ nhạc pop Ba Lan
- 4 tháng 3:
  - Kristof Magnusson, nhà văn Đức
  - Christian Weidner, nhạc sĩ nhạc jazz Đức
- 5 tháng 3:
  - Tomáš Martinec, vận động viên khúc côn cầu trên băng Đức
  - Carsten Cullmann, cầu thủ bóng đá Đức
- 8 tháng 3: Freddie Prinze jr., diễn viên Mỹ
- 9 tháng 3:
  - Anier Garcia, vận động viên điền kinh Cuba
  - Francisco Mancebo, tay đua xe đạp Tây Ban Nha
- 10 tháng 3:
  - Eladio Jiménez, tay đua xe đạp Tây Ban Nha
  - Barbara Schett, nữ vận động viên quần vợt Áo
- 12 tháng 3: Andreas Erm, vận động viên điền kinh Đức
- 14 tháng 3: Sarah Ulmer, tay đua xe đạp New Zealand
- 16 tháng 3: Pál Dárdai, cầu thủ bóng đá Hungary
- 19 tháng 3:
  - Alessandro Nesta, cầu thủ bóng đá Ý
  - Rachel Blanchard, nữ diễn viên Canada
- 20 tháng 3: Jens Petersen, nhà văn Đức, bác sĩ
- 22 tháng 3:
  - Sven Butenschön, vận động viên khúc côn cầu trên băng
  - Reese Witherspoon, nữ diễn viên Mỹ
- 24 tháng 3: Peyton Manning, cầu thủ football Mỹ
- 25 tháng 3: Wladimir Klitschko, võ sĩ quyền Anh Ukraina
- 26 tháng 3:
  - Amy Smart, nữ diễn viên Mỹ
  - Alex Varas, cầu thủ bóng đá Chile
- 27 tháng 3: Natacza Boon, nữ diễn viên Anh
- 29 tháng 3:
  - Igor Astarloa, tay đua xe đạp Tây Ban Nha
  - Jennifer Capriati, nữ vận động viên quần vợt Mỹ
- 30 tháng 3: Obadele Thompson, vận động viên điền kinh
- 31 tháng 3: Colin Farrell, diễn viên Ireland

### Tháng 4
- 1 tháng 4: Gábor Király, cầu thủ bóng đá Hungary
- 3 tháng 4: Matthew Goode, diễn viên Anh
- 4 tháng 4: Ferreira da Rosa Emerson, cầu thủ bóng đá Brasil
- 5 tháng 4:
  - Kai Michalke, cầu thủ bóng đá Đức
  - Patrick Dama, cầu thủ bóng đá Đức
  - Kim Collins, vận động viên điền kinh St. Kitts, Nevis
  - Fernando Morientes, cầu thủ bóng đá Tây Ban Nha
- 6 tháng 4: Candace Cameron, nữ diễn viên Mỹ
- 7 tháng 4: Martin Buß, vận động viên điền kinh Đức
- 8 tháng 4: Mathias Schober, cầu thủ bóng đá Đức
- 13 tháng 4: Jonathan Brandis, diễn viên Mỹ (mất 2003)
- 14 tháng 4: Françoise Mbango Etone, nữ vận động viên điền kinh, huy chương Thế Vận Hội
- 15 tháng 4:
  - Markus Hausweiler, cầu thủ bóng đá Đức
  - Seigo Narazaki, cầu thủ bóng đá Nhật Bản
- 16 tháng 4:
  - Igor Tudor, cầu thủ bóng đá người Croatia
  - Thư Kỳ (Lâm Lập Tuệ),  nữ diễn viên kiêm người mẫu người Đài Loan, vợ của ca sĩ, diễn viên kiêm nhà làm phim Phùng Đức Luân
- 17 tháng 4: Sizzla, nam ca sĩ
- 22 tháng 4: Christian Wilhelmi, người đánh cờ Đức
- 24 tháng 4: Juan Manuel Gárate, tay đua xe đạp Tây Ban Nha
- 25 tháng 4:
  - Rainer Schüttler, vận động viên quần vợt Đức
  - Gilberto da Silva Melo, cầu thủ bóng đá Brasil
  - Tim Duncan, cầu thủ bóng rổ Mỹ
- 26 tháng 4: Peter Kehl, chính trị gia Đức
- 27 tháng 4: Sally Hawkins, diễn viên, nhàn văn, nhà sản xuất người Anh
- 28 tháng 4: Melissa Joan Hart, nữ diễn viên Mỹ

### Tháng 5
- 2 tháng 5: Sabina Hank, nghệ sĩ dương cầm Áo, nhà soạn nhạc
- 3 tháng 5: Beto, cầu thủ bóng đá Bồ Đào Nha
- 4 tháng 5: Simon Jentzsch, cầu thủ bóng đá Đức
- 5 tháng 5: Juan Pablo Sorín, cầu thủ bóng đá Argentina
- 7 tháng 5: Jana Voosen, nữ diễn viên Đức
- 13 tháng 5: Marcelo Pletsch, cầu thủ bóng đá Brasil
- 14 tháng 5:
  - Attila Tököli, cầu thủ bóng đá Hungary
  - Martine McCutcheon, nữ ca sĩ Anh, nữ diễn viên
  - Benjamin Quabeck, đạo diễn phim Đức
- 15 tháng 5: Jacek Krzynówek, cầu thủ bóng đá Ba Lan
- 18 tháng 5: Anna Ottosson, nữ vận động viên chạy ski Thụy Điển
- 19 tháng 5: Kevin Garnett, cầu thủ bóng rổ Mỹ
- 21 tháng 5: Deron Miller, nhạc sĩ Mỹ
- 25 tháng 5:
  - Cillian Murphy, diễn viên Ireland
  - Stefan Holm, vận động viên điền kinh Thụy Điển
- 27 tháng 5:
  - Jiří Štajner, cầu thủ bóng đá Séc
  - Rjd2, nhạc sĩ Mỹ
- 30 tháng 5: Magnus Norman, vận động viên quần vợt Thụy Điển
- 31 tháng 5: Steve Jenkner, người đua mô tô Đức

### Tháng 6
- 1 tháng 6:
  - Melanie Oßwald, nữ chính trị gia Đức, nghị sĩ quốc hội liên bang
  - Alexander Scheer, diễn viên Đức
- 3 tháng 6: Jens Kruppa, vận động viên bơi lội Đức
- 4 tháng 6: Kasey Chambers, nữ ca sĩ nhạc đồng quê Úc
- 8 tháng 6:
  - Aziz Zakari, vận động viên điền kinh
  - Lindsay Davenport, nữ vận động viên quần vợt Mỹ
  - Eion Bailey, diễn viên Mỹ
- 12 tháng 6: 
  - Thomas Sørensen, cầu thủ bóng đá Đan Mạch
  - Katja Husen, nữ chính trị gia Đức, nghị sĩ quốc hội liên bang
- 18 tháng 6: Thomas Riedl, cầu thủ bóng đá Đức
- 20 tháng 6: 
  - Juliano Belletti, cầu thủ bóng đá Brasil
  - Nguyễn Thu Thủy, hoa hậu Việt Nam 1994 (m. 2021)
- 21 tháng 6: Miroslav Karhan, cầu thủ bóng đá Slovakia
- 23 tháng 6: Patrick Vieira, cầu thủ bóng đá Pháp
- 25 tháng 6: José Cancela, cầu thủ bóng đá
- 28 tháng 6: Hans Sarpei, cầu thủ bóng đá

### Tháng 7
- 1 tháng 7:
  - Szymon Ziółkowski, vận động viên điền kinh Ba Lan
  - Rigobert Song, cầu thủ bóng đá
  - Patrick Kluivert, cầu thủ bóng đá Hà Lan
  - Ruud van Nistelrooy, cầu thủ bóng đá Hà Lan
- 2 tháng 7:
  - Tomáš Vokoun, vận động viên khúc côn cầu trên băng Séc
  - Krisztián Lisztes, cầu thủ bóng đá Hungary
- 3 tháng 7: Shane Lynch, nam ca sĩ Ireland
- 5 tháng 7: Nuno Gomes, cầu thủ bóng đá Bồ Đào Nha
- 8 tháng 7: Wang Liping, nữ vận động viên điền kinh Trung Hoa, huy chương Thế Vận Hội
- 9 tháng 7:
  - Thomas Cichon, cầu thủ bóng đá Đức
  - Jochem Uytdehaage, vận động viên chạy đua trên băng Hà Lan
- 10 tháng 7:
  - Lars Ricken, cầu thủ bóng đá Đức
  - Ludovic Giuly, cầu thủ bóng đá Pháp
  - Elijah Blue Allman, nam ca sĩ Mỹ, người chơi đàn ghita
- 11 tháng 7: Christina Scherwin, nữ vận động viên điền kinh Đan Mạch
- 14 tháng 7: Monique Covet, nữ diễn viên phim khiêu dâm Hungary
- 15 tháng 7: 
  - Diane Kruger, nữ diễn viên Đức
  - Fredrick Canon, vận động viên điền kinh
- 16 tháng 7: Claudia Riegler, nữ vận động viên chạy ski New Zealand
- 19 tháng 7: Nikita Denise, nữ diễn viên phim khiêu dâm Séc
- 20 tháng 7: Michal Kolomazník, cầu thủ bóng đá Séc
- 21 tháng 7: Wahid Haschemian, cầu thủ bóng đá
- 22 tháng 7: Janek Tombak, tay đua xe đạp Estonia
- 23 tháng 7:
  - Judith Arndt, nữ vận động viên đua xe đạp Đức
  - Jörg Jaksche, tay đua xe đạp Đức
  - Judit Polgár, người đánh cờ Hungary
- 24 tháng 7:
  - Josef Heynert, diễn viên Đức
  - Rafer Alston, cầu thủ bóng rổ Mỹ
- 25 tháng 7:
  - Stephane Rideau, diễn viên Pháp
  - Tera Patrick, Mỹ người mẫu, nữ diễn viên phim khiêu dâm
- 26 tháng 7: Pavel Pardo, cầu thủ bóng đá Mexico
- 31 tháng 7: Paulo Wanchope, cầu thủ bóng đá

### Tháng 8
- 1 tháng 8:
  - Nwankwo Kanu, cầu thủ bóng đá
  - Liviu-Dieter Nisipeanu, người đánh cờ Romania
  - Hasan Şaş, cầu thủ bóng đá Thổ Nhĩ Kỳ
- 9 tháng 8:
  - Rhona Mitra, nữ diễn viên Anh
  - Christoph Baumann, nhà sản xuất Đức, đạo diễn phim, diễn viên
- 15 tháng 8: Boudewijn Zenden, cầu thủ bóng đá Hà Lan
- 17 tháng 8: Olena Krasowska, nữ vận động viên điền kinh Ukraina
- 21 tháng 8: Xuân Bắc, diễn viên, dẫn chương trình người Việt Nam
- 23 tháng 8: LaTasha Colander, nữ vận động viên điền kinh Mỹ
- 27 tháng 8:
  - Sarah Chalke, nữ diễn viên Canada
  - Carlos Moya, vận động viên quần vợt Tây Ban Nha
- 29 tháng 8: Jon Dahl Tomasson, cầu thủ bóng đá Đan Mạch
- 31 tháng 8:
  - Roque Junior, cầu thủ bóng đá Brasil
  - Vincent Delerm, nam ca sĩ Pháp, nhà soạn nhạc

### Tháng 9
- 1 tháng 9: Ivano Brugnetti, vận động viên điền kinh Ý
- 3 tháng 9:
  - Samuel Osei Kuffour, cầu thủ bóng đá
  - Sebastian Büttner, tác giả Đức, nhà báo
- 6 tháng 9: Tom Pappas, vận động viên điền kinh Mỹ
- 8 tháng 9: Sjeng Schalken, vận động viên quần vợt Hà Lan
- 9 tháng 9: Lucia Moniz, nữ ca sĩ Bồ Đào Nha, nữ diễn viên
- 11 tháng 9: Marco Rose, cầu thủ bóng đá Đức
- 12 tháng 9: Jolanda Čeplak, nữ vận động viên điền kinh Slovenia
- 13 tháng 9:
  - José Théodore, vận động viên khúc côn cầu trên băng Canada
  - Reto von Arx, vận động viên khúc côn cầu trên băng Thụy Sĩ
- 19 tháng 9: Oscar Sevilla, tay đua xe đạp Tây Ban Nha
- 20 tháng 9: Stephanie McMahon, nữ doanh nhân Mỹ
- 21 tháng 9: Jana Kandarr, nữ vận động viên quần vợt Đức
- 22 tháng 9:
  - Ronaldo, cầu thủ bóng đá Brasil
  - Yannick Pelletier, người đánh cờ Thụy Sĩ
- 25 tháng 9: Armando Teixeira, cầu thủ bóng đá Bồ Đào Nha
- 26 tháng 9: Michael Ballack, cầu thủ bóng đá Đức
- 27 tháng 9: Francesco Totti, cầu thủ bóng đá Ý
- 29 tháng 9: Andrij Schewtschenko, cầu thủ bóng đá Ukraina

### Tháng 10
- 1 tháng 10: Ümit Karan, cầu thủ bóng đá Thổ Nhĩ Kỳ
- 3 tháng 10:
  - Christian Hassa, cầu thủ bóng đá Đức
  - Seann William Scott, diễn viên Mỹ
- 4 tháng 10: Alicia Silverstone, nữ diễn viên Mỹ
- 5 tháng 10: Sven Lintjens, cầu thủ bóng đá Đức
- 7 tháng 10: Gilberto Silva, cầu thủ bóng đá Brasil
- 8 tháng 10: Renate Groenewold, nữ vận động viên chạy đua trên băng Hà Lan
- 9 tháng 10:
  - Mia Aegerter, nữ ca sĩ nhạc pop Thụy Sĩ, nữ diễn viên
  - Roland Kollmann, cầu thủ bóng đá Áo
- 10 tháng 10: Lewan Tskitischwili, cầu thủ bóng đá
- 11 tháng 10:
  - Emily Deschanel, nữ diễn viên Mỹ
  - Jochen Seitz, cầu thủ bóng đá Đức
- 15 tháng 10: Minh Tuyết, nữ ca sĩ người Việt Nam
- 16 tháng 10: Phạm Văn Mách, vận động viên người Việt Nam
- 18 tháng 10: Kjell Carlström, tay đua xe đạp Phần Lan
- 19 tháng 10: Omar Gooding, diễn viên
- 21 tháng 10: Mélanie Turgeon, nữ vận động viên chạy ski Canada
- 22 tháng 10: Jan Dittrich, chính trị gia Đức
- 30 tháng 10: Trí Quang, diễn viên người Việt Nam
- 31 tháng 10: José María Gutiérrez, cầu thủ bóng đá Tây Ban Nha

### Tháng 11
- 1 tháng 11: Stefan Lexa, cầu thủ bóng đá Áo
- 4 tháng 11:
  - Daniel Bahr, chính trị gia Đức
  - Alexander Popp, vận động viên quần vợt Đức
- 6 tháng 11:
  - Robson Ponte, cầu thủ bóng đá Brasil
  - Pat Tillman, cầu thủ bóng bầu dục người Mỹ (mất 2004)
- 8 tháng 11: Jawhar Mnari, cầu thủ bóng đá
- 9 tháng 11: Danzel, nhạc sĩ
- 11 tháng 11: Mike Leon Grosch, nam ca sĩ Đức
- 12 tháng 11:
  - Tevin Campbell, nam ca sĩ, nhà soạn nhạc
  - Trương Ngọc Ánh, nữ diễn viên, ca sĩ, người mẫu, dẫn chương trình người Việt Nam, vợ cũ của diễn viên, doanh nhân Trần Bảo Sơn
- 13 tháng 11: Kelly Sotherton, nữ vận động viên điền kinh Anh
- 14 tháng 11: Chris Demetral, diễn viên Mỹ
- 15 tháng 11: Virginie Ledoyen, nữ diễn viên, người mẫu người Pháp
- 18 tháng 11:
  - Tina bá tước, nữ diễn viên Đức
  - Ervin Skela, cầu thủ bóng đá Albania
- 19 tháng 11: Toby Stevenson, vận động viên điền kinh Mỹ
- 20 tháng 11: Pascal Roller, cầu thủ bóng rổ Đức
- 22 tháng 11:
  - Torsten Frings, cầu thủ bóng đá Đức
  - Ville Valo, nhạc sĩ nhạc rock Phần Lan
  - Hoàng Thị Yến, hoa hậu Quý bà Việt Nam 2009, á hậu Quý bà Thế giới 2009
- 24 tháng 11: Lu Chen, nữ vận động viên trượt băng nghệ thuật Trung Hoa
- 25 tháng 11: Norman Liebold, nhà văn , nghệ nhân, diễn viên người Đức
- 27 tháng 11: Jaleel White, diễn viên Mỹ
- 29 tháng 11: Đan Trường, ca sĩ người Việt Nam

### Tháng 12
- 1 tháng 12: David Rasmussen, cầu thủ bóng đá Đan Mạch
- 4 tháng 12: Mbo Mpenza, cầu thủ bóng đá Bỉ
- 8 tháng 12: Dominic Monaghan, diễn viên Anh
- 11 tháng 12: László Bodrogi, tay đua xe đạp Hungary
- 12 tháng 12:
  - Jana Ina Berenhauser, nữ diễn viên, người mẫu
  - Ivo Rüthemann, vận động viên khúc côn cầu trên băng Thụy Sĩ
- 23 tháng 12: Joanna Hayes, nữ vận động viên điền kinh Mỹ, người đoạt huy chương Thế Vận Hội
- 26 tháng 12: Phan Đinh Tùng, ca sĩ người Việt Nam
- 29 tháng 12: Michal Hvorecký, tác giả Slovakia, nhà báo
- 30 tháng 12: Karin Ammerer, nhà văn Áo

## Mất
- 5 tháng 1: Gustav Geierhaas, nhà soạn nhạc Đức (sinh 1888)
- 8 tháng 1: Chu Ân Lai, thủ tướng Cộng hòa Nhân dân Trung Hoa (sinh 1898)
- 9 tháng 1: Rupert Wildt, nhà thiên văn học (sinh 1905)
- 10 tháng 1: Howlin' Wolf, nhạc sĩ blues Mỹ (sinh 1910)
- 11 tháng 1: Werner March, kiến trúc sư Đức (sinh 1894)
- 12 tháng 1: Agatha Christie, nữ nhà văn thể loại hình sự Anh (sinh 1890)
- 13 tháng 1: Mona Rüster, nữ vận động viên bóng bàn Đức (sinh 1901)
- 18 tháng 1: Friedrich Hollaender, nhà soạn nhạc Đức (sinh 1896)
- 18 tháng 1: Gertrud Gabl, nữ vận động viên chạy ski Áo (sinh 1948)
- 19 tháng 1: Hidetsugu Yagi, nhà vật lý học Nhật Bản (sinh 1886)
- 22 tháng 1: Charles Reznikoff, nhà thơ Mỹ (sinh 1894)
- 23 tháng 1: Paul Robeson, diễn viên Mỹ, nam ca sĩ, vận động viên thể thao, tác giả (sinh 1898)
- 24 tháng 1: Pinchas Lavon, chính trị gia Israel (sinh 1904)
- 25 tháng 1: Erwin Schoettle, chính trị gia Đức (sinh 1899)
- 30 tháng 1: Arnold Gehlen, triết gia Đức, nhà xã hội học (sinh 1904)
- 1 tháng 2: Werner Heisenberg, nhà vật lý học Đức, Giải Nobel (sinh 1901)
- 1 tháng 2: Hans quan toà, họa sĩ Đức (sinh 1888)
- 6 tháng 2: Vince Guaraldi, nhạc sĩ nhạc jazz Mỹ, nghệ sĩ dương cầm, nhà soạn nhạc (sinh 1928)
- 11 tháng 2: Lee J. Cobb, diễn viên Mỹ (sinh 1911)
- 12 tháng 2: Sal Mineo, diễn viên, nam ca sĩ (sinh 1939)
- 16 tháng 2: Franz Mühlenberg, chính trị gia Đức (sinh 1894)
- 20 tháng 2: Hans Luckey, nhà thần học, mục sư (sinh 1900)
- 20 tháng 2: René Cassin, luật gia Pháp, Giải Nobel hòa bình (sinh 1887)
- 22 tháng 2: Michael Polanyi, nhà hóa học, triết gia (sinh 1891)
- 23 tháng 2: Lawrence Stephen Lowry, nghệ nhân Anh (sinh 1887)
- 25 tháng 2: Paul May, đạo diễn phim Đức, nhà sản xuất (sinh 1909)
- 26 tháng 2: Efrem Forni, Hồng y Giáo chủ (sinh 1889)
- 29 tháng 2: Paul Schallück, nhà văn Đức (sinh 1922)
- 4 tháng 3: Walter Schottky, nhà vật lý học Đức (sinh 1886)
- 6 tháng 3: Pietro Berra, nhà soạn nhạc Ý, người điều khiển dàn nhạc (sinh 1879)
- 9 tháng 3: Hans Sutor, cầu thủ bóng đá Đức (sinh 1895)
- 10 tháng 3: Curt Querner, họa sĩ (sinh 1904)
- 13 tháng 3: Max Tau, nhà hoạt động nhân đạo, triết gia, thi sĩ (sinh 1897)
- 13 tháng 3: Murtala Mohammed, tổng thống Nigeria (sinh 1938)
- 14 tháng 3: Martha Saalfeld, nữ nhà thơ trữ tình Đức (sinh 1898)
- 17 tháng 3: Luchino Visconti, nhà văn Ý, đạo diễn (sinh 1906)
- 21 tháng 3: Joe Fulks, cầu thủ bóng rổ Mỹ (sinh 1921)
- 22 tháng 3: Hans Thirring, nhà vật lý học Áo (sinh 1888)
- 24 tháng 3: Bernard Montgomery, thống chế Anh (sinh 1887)
- 24 tháng 3: Ernest Shepard, họa sĩ vẽ tranh minh họa Anh (sinh 1879)
- 27 tháng 3: Georg August Zinn, chính trị gia Đức (sinh 1901)
- 31 tháng 3: Hans-Adolf Asbach, chính trị gia Đức (sinh 1904)
- 31 tháng 3: Fritz Rémond junior, diễn viên Đức, đạo diễn phim (sinh 1902)
- 1 tháng 4: Max Ernst, họa sĩ Đức (sinh 1891)
- 2 tháng 4: Carlo Grano, Hồng y Giáo chủ (sinh 1887)
- 4 tháng 4: Matthias Joseph Mehs, chính trị gia Đức (sinh 1893)
- 5 tháng 4: Howard Hughes, doanh nhân Mỹ (sinh 1905)
- 5 tháng 4: Wilder Penfield, nhà thần kinh học Canada (sinh 1891)
- 9 tháng 4: Akio Yashiro, nhà soạn nhạc Nhật Bản (sinh 1929)
- 10 tháng 4: Enrico Mainardi, nhà soạn nhạc, người điều khiển dàn nhạc (sinh 1897)
- 17 tháng 4: Soma Morgenstern, nhà văn Áo (sinh 1890)
- 18 tháng 4: Henrik Dam, nhà hóa sinh Đan Mạch, Giải Nobel (sinh 1895)
- 22 tháng 4: Jeanne Mammen, nữ họa sĩ Đức (sinh 1890)
- 23 tháng 4: Karl Schäfer, vận động viên trượt băng nghệ thuật Áo (sinh 1909)
- 25 tháng 4: Aquiles Nazoa, nhà văn, thi sĩ, nhà báo (sinh 1920)
- 25 tháng 4: Carol Reed, đạo diễn phim Anh (sinh 1906)
- 26 tháng 4: François Brassard, nghệ sĩ đàn ống (sinh 1908)
- 26 tháng 4: Sidney James, diễn viên (sinh 1913)
- 28 tháng 4: Richard Hughes, nhà văn Anh (sinh 1900)
- 28 tháng 4: Walther von Seydlitz-Kurzbach, tướng Đức (sinh 1888)
- 28 tháng 4: Eugen Roth, nhà thơ trữ tình Đức, thi sĩ (sinh 1895)
- 9 tháng 5: Floyd Council, nhạc sĩ blues Mỹ (sinh 1911)
- 9 tháng 5: Ulrike Meinhof, nữ nhà báo Đức, người khủng bố; đồng thành lập RAF (sinh 1934)
- 10 tháng 5: Karl Alfred Kihn, chính trị gia Đức (sinh 1887)
- 11 tháng 5: Alvar Aalto, kiến trúc sư Phần Lan, nhà thiết kế (sinh 1898)
- 14 tháng 5: Keith Relf, nhạc sĩ Anh (sinh 1943)
- 16 tháng 5: Hans Terofal, diễn viên Đức (sinh 1923)
- 17 tháng 5: Norbert Frýd, nhà văn, nhà xuất bản (sinh 1913)
- 19 tháng 5: Hermann Böhrnsen, chính trị gia Đức (sinh 1900)
- 19 tháng 5: Jeanette Wolff, nữ chính trị gia Đức (sinh 1888)
- 22 tháng 5: Otto Klötzer, chính trị gia Đức (sinh 1914)
- 26 tháng 5: Martin Heidegger, triết gia Đức (sinh 1889)
- 26 tháng 5: Heinz Musculus, họa sĩ biếm họa Đức, họa sĩ vẽ tranh minh họa (sinh 1917)
- 28 tháng 5: Steffan Danielsen, họa sĩ (sinh 1922)
- 31 tháng 5: Jacques Lucien Monod, nhà hóa sinh Pháp (sinh 1910)
- 2 tháng 6: Fred von Hoerschelmann, nhà văn Đức (sinh 1901)
- 4 tháng 6: Bruno Beye, họa sĩ (sinh 1895)
- 5 tháng 6: Robert Pohl, nhà vật lý học Đức (sinh 1884)
- 5 tháng 6: David Jacobs, vận động viên điền kinh Anh, huy chương Thế Vận Hội (sinh 1888)
- 7 tháng 6: Eckart Friedrichson, diễn viên Đức (sinh 1930)
- 7 tháng 6: Elisabeth Rethberg, nữ ca sĩ Đức (sinh 1894)
- 9 tháng 6: Gerd Gaiser, nhà văn Đức (sinh 1908)
- 10 tháng 6: Robert Bach, chính trị gia Đức, nghị sĩ quốc hội liên bang (sinh 1901)
- 10 tháng 6: Adolph Zukor, doanh nhân Mỹ (sinh 1873)
- 12 tháng 6: Peter Etzenbach, chính trị gia Đức (sinh 1889)
- 14 tháng 6: Géza Anda, nghệ sĩ dương cầm Thụy Sĩ (sinh 1921)
- 16 tháng 6: Reinhard Raffalt, nhà văn Đức, nhà báo (sinh 1923)
- 16 tháng 6: Ernst Flessa, nhà thơ trữ tình (sinh 1903)
- 22 tháng 6: Hans Rothfels, nhà sử học Đức (sinh 1891)
- 2 tháng 7: Heinz Matthes, chính trị gia Đức (sinh 1897)
- 3 tháng 7: Eugen Huth, chính trị gia Đức (sinh 1901)
- 3 tháng 7: Alexander Lernet-Holenia, nhà văn Áo (sinh 1897)
- 5 tháng 7: Anna Hübler, nữ vận động viên trượt băng nghệ thuật Đức (sinh 1885)
- 6 tháng 7: 
  - Fritz Lenz, nhà nhân loại học Đức (sinh 1887)
  - Chu Đức đại nguyên soái quân giải phóng nhân dân Trung Quốc
- 7 tháng 7: Gustav Heinemann, chính trị gia Đức, tổng thống liên bang (sinh 1899)
- 9 tháng 7: Walter Scheidt, giáo sư (sinh 1895)
- 10 tháng 7: Mike Pratt, nhà soạn nhạc Anh, nhạc sĩ, diễn viên (sinh 1931)
- 13 tháng 7: Max Butting, nhà soạn nhạc Đức (sinh 1888)
- 15 tháng 7: Eva Schulze-Knabe, nữ họa sĩ (sinh 1907)
- 15 tháng 7: Paul Gallico, tác giả Mỹ (sinh 1897)
- 24 tháng 7: Julius Döpfner, Hồng y Giáo chủ (sinh 1913)
- 30 tháng 7: Rudolf Karl Bultmann, triết gia, nhà thần học Tin Lành (sinh 1884)
- 2 tháng 8: Fritz Lang, đạo diễn phim (sinh 1890)
- 9 tháng 8: José Lezama Lima, nhà văn Cuba (sinh 1910)
- 10 tháng 8: Karl Schmidt-Rottluff, họa sĩ Đức của Trường phái biểu hiện (sinh 1884)
- 10 tháng 8: Josef Mattauch, nhà vật lý học Đức (sinh 1895)
- 13 tháng 8: Cao Văn Lầu, nhạc sĩ và là tác giả của bài Dạ Cổ Hoài Lang - bài hát nổi tiếng nhất trong nghệ thuật cải lương Việt Nam (sinh 1890)
- 14 tháng 8: Werner Bräunig, nhà văn Đức (sinh 1934)
- 19 tháng 8: Alastair Sim, diễn viên Anh (sinh 1900)
- 22 tháng 8: Oskar Brüsewitz, mục sư Tin Lành (sinh 1929)
- 22 tháng 8: Juscelino Kubitschek, nhà y học Brasil, tổng thống (sinh 1902)
- 25 tháng 8: Eyvind Johnson, nhà văn Thụy Điển, Giải Nobel 1974 (sinh 1900)
- 2 tháng 9: Hans Schuberth, chính trị gia Đức (sinh 1897)
- 3 tháng 9: Kees Pijl, cầu thủ bóng đá Hà Lan (sinh 1897)
- 7 tháng 9: Daniel F. Galouye, nhà báo Mỹ, nhà văn (sinh 1920)
- 8 tháng 9: Willem Janssen, cầu thủ bóng đá Hà Lan (sinh 1880)
- 9 tháng 9: Mao Trạch Đông, chính trị gia Trung Hoa (sinh 1893)
- 15 tháng 9: Josef Sudek, nhiếp ảnh gia Séc (sinh 1896)
- 21 tháng 9: Nils Middelboe, cầu thủ bóng đá Đan Mạch (sinh 1887)
- 22 tháng 9: Samuel Münchow, chính trị gia (sinh 1893)
- 24 tháng 9: Wilhelm Kamlah, nhà thần học, triết gia (sinh 1905)
- 26 tháng 9: Lavoslav Ružička, nhà hóa học Thụy Sĩ, nhận Giải thưởng Nobel (sinh 1887)
- 27 tháng 9: Hans Burgeff, nhà thực vật học Đức, giáo sư đại học (sinh 1883)
- 1 tháng 10: Fritz Winter, nghệ nhân Đức (sinh 1905)
- 3 tháng 10: Hermann Pünder, chính trị gia Đức (sinh 1888)
- 10 tháng 10: Reinold von Thadden-Trieglaff, nhà thần học Đức (sinh 1891)
- 10 tháng 10: Lorenz Giovanelli, nhà soạn nhạc (sinh 1915)
- 11 tháng 10: Connee Boswell, ca sĩ, nữ diễn viên (sinh 1907)
- 12 tháng 10: Hertha Koenig, nhà văn nữ Đức, nữ nhà thơ trữ tình (sinh 1884)
- 19 tháng 10: Paul Baumgartner, nghệ sĩ dương cầm Thụy Sĩ (sinh 1903)
- 22 tháng 10: Else Brökelschen, nữ chính trị gia Đức (sinh 1890)
- 25 tháng 10: Raymond Queneau, thi sĩ Pháp, nhà văn (sinh 1903)
- 29 tháng 10: Richard Seewald, họa sĩ Đức, nhà văn (sinh 1889)
- 30 tháng 10: Alfred Landé, nhà vật lý học Đức (sinh 1888)
- 5 tháng 11: Willi Hennig, nhà động vật học Đức (sinh 1913)
- 9 tháng 11: Gottfried von Cramm, vận động viên quần vợt Đức (sinh 1909)
- 10 tháng 11: Wout Buitenweg, cầu thủ bóng đá Hà Lan (sinh 1893)
- 11 tháng 11: Alexander Calder, nhà điêu khắc Mỹ (sinh 1898)
- 12 tháng 11: Walter Piston, nhà soạn nhạc Mỹ (sinh 1894)
- 18 tháng 11: Man Ray, họa sĩ Mỹ, nhiếp ảnh gia (sinh 1890)
- 20 tháng 11: Walther Hasemann, chính trị gia Đức (sinh 1900)
- 20 tháng 11: Trofim Denissowitsch Lyssenko, nhà sinh vật học Ukraina (sinh 1898)
- 23 tháng 11: André Malraux, nhà văn Pháp, chính trị gia (sinh 1901)
- 26 tháng 11: Heinrich Otto Meisner, chuyên viên lưu trữ Đức, nhà sử học (sinh 1890)
- 27 tháng 11: Herbert thương gia, nhà báo Đức, nhà văn (sinh 1920)
- 29 tháng 11: José da Costa Nuñes, tổng Giám mục Goa, Hồng y Giáo chủ (sinh 1880)
- 29 tháng 11: Walter Hieber, nhà hóa học Đức (sinh 1895)
- 30 tháng 11: Friedrich Schulz, tướng Đức (sinh 1897)
- 1 tháng 12: Otto Wittenburg, chính trị gia Đức (sinh 1891)
- 4 tháng 12: Tommy Bolin, người chơi đàn ghita (sinh 1951)
- 4 tháng 12: Benjamin Britten, nhà soạn nhạc Anh (sinh 1913)
- 6 tháng 12: João Goulart, tổng thống Brasil từ 1961 đến 1964 (sinh 1918)
- 8 tháng 12: Rudolf Hotzenköcherle, nhà ngôn ngữ học Thụy Sĩ (sinh 1903)
- 12 tháng 12: Jack Cassidy, diễn viên Mỹ, nam ca sĩ (sinh 1927)
- 13 tháng 12: Lambert Schill, chính trị gia Đức (sinh 1888)
- 15 tháng 12: Grégoire Kayibanda, chính trị gia (sinh 1924)
- 16 tháng 12: Ilse Fürstenberg, nữ diễn viên Đức (sinh 1907)
- 28 tháng 12: Franz Seraph Reicheneder, nhà sử học Đức (sinh 1905)
- 28 tháng 12: Freddie King, nhạc sĩ nhạc blues (sinh 1934)
- 29 tháng 12: Ivo Van Damme, vận động viên điền kinh Bỉ (sinh 1954)
- 31 tháng 12: Sándor Bortnyik, họa sĩ Hungary (sinh 1893)

## Giải thưởng Nobel
- Hóa học - William Nunn Lipscomb, Jr
- Văn học - Saul Bellow
- Hòa bình - Betty Williams và Mairead Corrigan
- Vật lý - Burton Richter, Samuel Chao Chung Ting
- Y học - Baruch S. Blumberg, D Carleton Gajdusek
- Kinh tế - Milton Friedman